# Khariton Agrba
Khariton Agrba, en russe Агрба Харитон Даурович, est un boxeur russe né le 22 octobre 1995 à Gagra.

## Carrière
Sa carrière amateur est principalement marquée par une médaille d'argent remportée aux Jeux européens de 2019 dans la catégorie des poids welters.

## Palmarès

### Jeux européens
- Médaille d'argent en -69 kg en 2019 à Minsk, Biélorussie